# Хаджи Ахмед паша
Хаджи Ахмед паша (на турски: Haci Ahmet Paşa) е османски офицер, валия на Солун. Назначен е за управител на Солун в 1830 година и с неговото управление започва периодът на прекратяване на произвола над християнското население в провинцията започнал с избухването на Гръцкото въстание в 1821 година. Формирани са ефективни полицейски части и много от злочинствата на бейовете са прекратени.
В август 1831 година Хаджи Ахмед паша е уволнен по три причини. След предаването им взима 40 000 пиастри от Адамандиос Николау и капитаните му за тяхното и на семействата им безопасно придвижване до Гърция, въпреки че султанът не е поставял такива условия. Второ – Ахмед паша продължава да налага данък от 30 000 пиастра върху гръцката и еврейската общност в Солун, макар той да е отменен от Портата. И трето – Ахмед паша не показва ентусиазъм за организирането на редовна армия. Ахмед паша е заменен с Веки паша, който преди това е показал изключителна жестокост като мютеселим в Солун и затова е посрещнат зле от християнското население. Управлението му започва с няколко несправедливи екзекуции на християни.